# More ABBA Gold: More ABBA Hits

More ABBA Gold: More ABBA Hits — альбом-компіляція шведського гурту ABBA, випущений в 1993 році.

## Список композицій
Всі пісні написані Ульвеусом і Андерссоном, якщо не вказано інше.
1. «Summer Night City[en]» (1978) — 3:34
2. «Angeleyes[en]» (1979) — 4:20
3. «The Day Before You Came[en]» (1982) — 5:51
4. «Eagle» (1977) — 4:26
5. «I Do, I Do, I Do, I Do, I Do» (1975) (Anderson, Andersson, Ulvaeus) — 3:16
6. «So Long[en]» (1974) — 3:06
7. «Honey, Honey[en]» (1974) (Anderson, Andersson, Ulvaeus) — 2:55
8. «The Visitors[en]» (1981) 1993 edition: edited — 4:27, 1999 edition and subsequent reissues: — 5:47
9. «Our Last Summer[en]» (1980) — 4:19
10. «On and On and On[en]» (1980) — 3:38
11. «Ring Ring[en]» (1973) (Anderson, Andersson, Ulvaeus, Neil Sedaka & Phil Cody) — 3:03
12. «I Wonder (Departure)» (1977) (Anderson, Andersson, Ulvaeus) — 4:37
13. «Lovelight» (1979) видання 1993 року: 3:18, 1999 и позднее — 3:48
14. «Head Over Heels[en]» (1981) — 3:45
15. «When I Kissed the Teacher[en]» (1976) — 3:01
16. «I Am the City» (1993) — 4:01
17. «Cassandra[en]» (1982) — 4:50
18. «Under Attack[en]» (1982) — 3:48
19. «When All Is Said and Done[en]» (1981) — 3:18
20. «The Way Old Friends Do» (1980) — 2:53

## Ювілейне видання
Подібно ABBA Gold: Greatest Hits, в 1999 році альбом був перевипущений з деякими змінами.

### Список композицій в Австралії
1. «Summer Night City[en]»
2. «Angeleyes[en]»
3. «The Day Before You Came[en]»
4. «Eagle»
5. «Super Trouper[en]»
6. «So Long[en]»
7. «Honey, Honey[en]»
8. «The Visitors[en]»
9. «Our Last Summer»
10. «On and On and On[en]»
11. «I Have a Dream[en]»
12. «I Wonder (Departure)»
13. «Head Over Heels[en]»
14. «When I Kissed the Teacher[en]»
15. «I Am the City»
16. «Under Attack[en]»
17. «When All Is Said and Done[en]»
18. «The Way Old Friends Do»
19. «Thank You for the Music[en]»

## Хіт-паради і сертификації
Хіт-паради
| Країна          | Найвища позиція |
| --------------- | --------------- |
| Австралія       | 38              |
| Австрія         | 7               |
| Канада          | 48              |
| Німеччина       | 9               |
| Угорщина        | 16              |
| Норвегія        | 16              |
| Нідерланди      | 10              |
| Швеція          | 3               |
| Швейцарія       | 13              |
| Велика Британія | 13              |

Сертификації
| Країна          | Сертифікація | Продажі  |
| --------------- | ------------ | -------- |
| Австралія       | золотий      | 35,000+  |
| Канада          | золотий      | 50,000+  |
| Німеччина       | золотий      | 250,000+ |
| Нова Зеландія   | золотий      | 7,500+   |
| Швеція          | платиновий   | 100,000+ |
| Швейцарія       | платиновий   | 50,000+  |
| Велика Британія | платиновий   | 300,000+ |